# Ladzjanura
Ladzjanura (georgiska: ლაჯანურა) är en högerbiflod till Rioni i Georgien. Den ligger i regionen Ratja-Letjchumi och Nedre Svanetien, i den centrala delen av landet, 190 km nordväst om huvudstaden Tbilisi. I Tsageridistriktet passerar den genom Ladzjanurareservoaren.